# Млинки (Дрогобич)

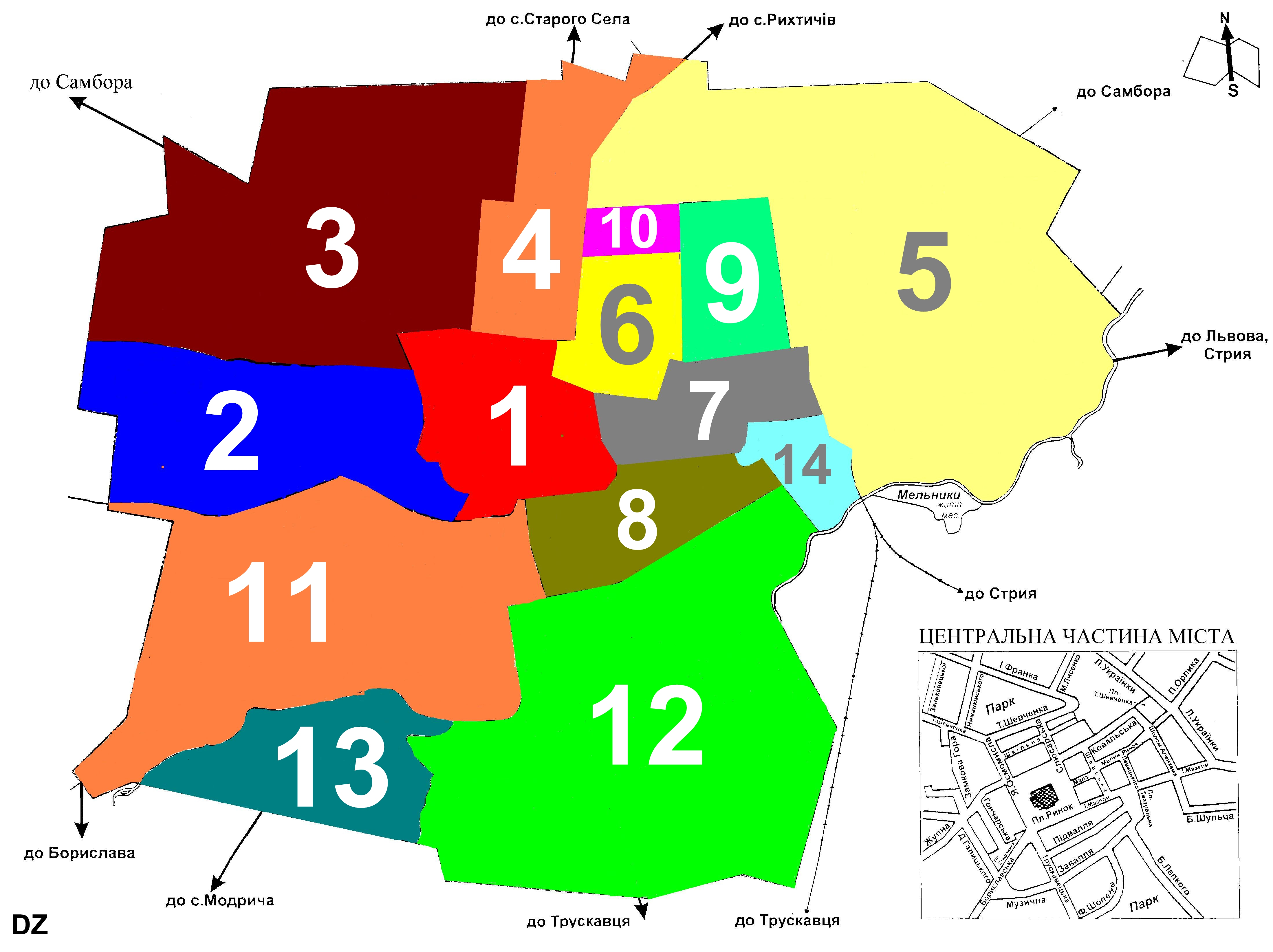
Номером 13 позначено Млинки (південна околиця Дрогобича)

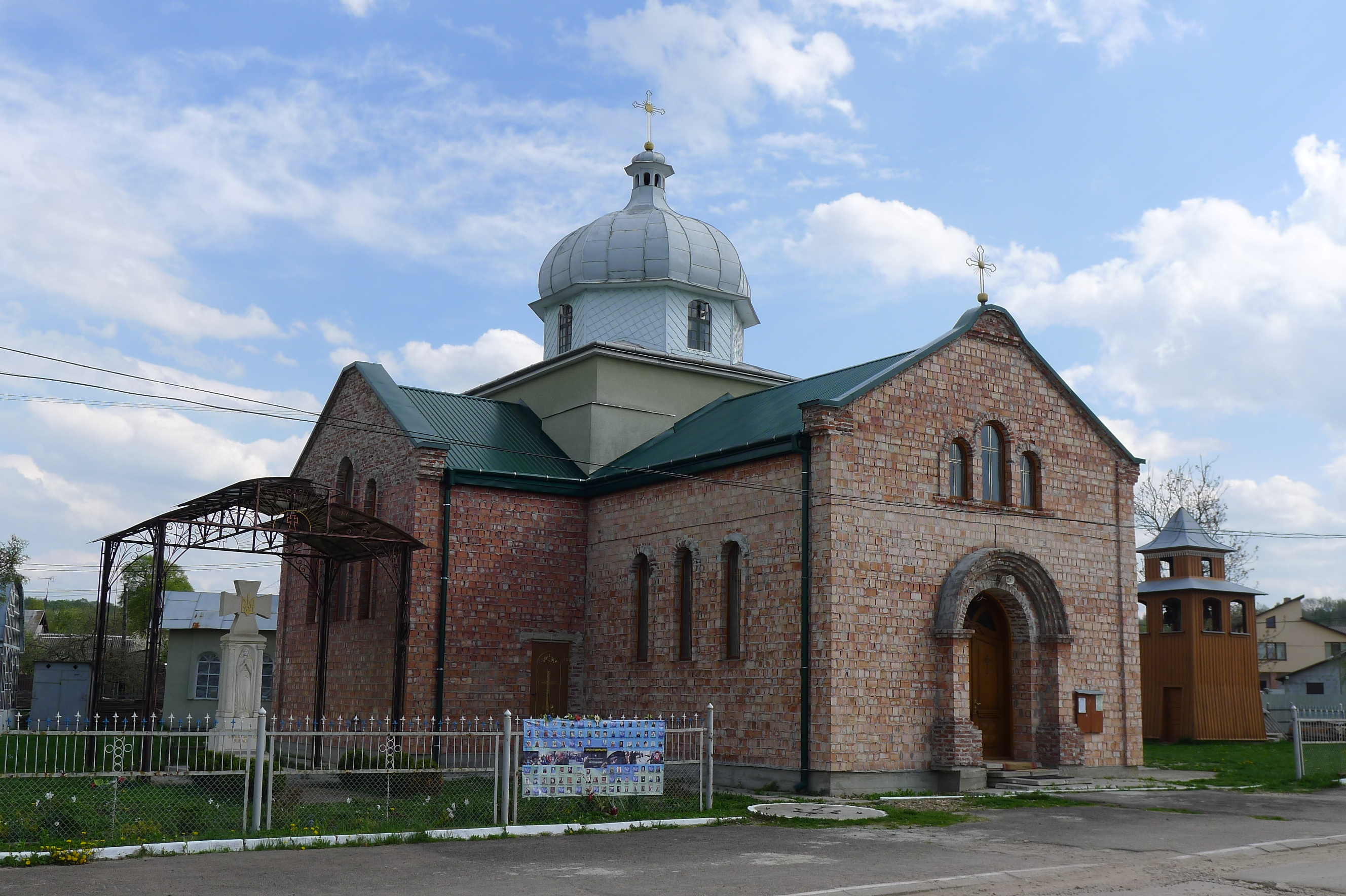
Церква Святого Юра на Млинках (вул. Братів Кицилів)

Мли́нки (Млинки Шкільникові та Млинки Сівкові) — мікрорайон Дрогобича, розташований на південь від міста, в напрямі гори Тептюж та м. Борислав. Колишнє окреме село, що входило до Модрицької сільської ради. Раніше ділилися на дві частини (присілки) Млинки Шкільникові та Сівкові.
У період нацистської окупації під час Другої світової війни, з 1 серпня 1941 р. по 1 вересня 1943 р. село належало до волості (нім. Landgemeinde) Дережичі окружного староства Дрогобич (нім. Kreishauptmannschaft Drohobycz) дистрикту Галичина Генерал-губернаторства для окупованих польських земель. З 01.09.1943 р. - до міського округу Дрогобич.
Дистрикт Галичина припинив своє існування наприкінці липня 1944 року, коли внаслідок Львівсько-Сандомирської операції, був ліквідований, а німецька окупація змінилася на радянську. 6 серпня 1944 року до адміністративного центру округи вступили радянські війська.
У 1946 р. поселення належало до Модрицької сільської ради Дрогобицького району Дрогобицької області.
У 1967 р. - до Дережицької сільської ради Дрогобицького району Львівської області.
У 1969 р. село включено у склад міста Дрогобич.

## Історія
Перша писемна згадка про Млин та Млинарство на річці Тисмениці в околицях теперішнього мікрорайону Млинки датуються 1563 р., коли королівський люстратор укладав інвентар королівського села Модричі. Щоправда присілок утворився значно пізніше ‒ у 1780-х рр., коли один із молодих представників модрицького роду Євстахія Шкільника який надав одному із синів земельний спадок на північ від гори Тептюж і побудував біля р. Тисмениці млин. Звідти і пішла назва Млинки Шкільникові. Натомість інша частина млинок отримала назву Сівкові, від імені власника Савки. Щоправда існує версія про походження назви від типу млина, який мав сіялку (сіяти, висівати). На відміну від XVIII ‒ XIX ст. з міжвоєнної доби збереглося значно більше джерельних свідчень про життя національних громад в Млинках Шкільникових та Сівкових.

### Українська національна громада
Впродовж усього XIX ‒ початку XX ст. українська національна громада завжди ідентифікувала себе із громадою Модричі, через приналежність до місцевої парафії Св. Димитрія. Відтак усі державні, церковні та соціальні новини мешканці отримували від унійних парохів, які здійснювали чинності у Модричах. До 1932 р. усі без виключення миряни Млинок, як дочірних до модрицької церкви парафій хрестилися, вінчалися і ховалися виключно в Модричах. Добре відомо, що у міжвоєнний час настоятелями Модрич та Млинок були о. Миколай Івановський (1895-пом.1920), о. Корнилій Кузик (1922-пом.1926) та о. Юліан Слонський.
Поволі млинківська громада набирала все більшого розвитку, позаяк більшість мешканців займалася не тільки сільським господарством, але й працювала на рафінерії «Galicja», яка починаючи від 1863 р. «збирала» все більше робітничого люду нетільки з околиць Дрогобицького повіту, але й Ясла, Горлиць, Кросна та ін. місцевостей. Близькість до будівельних цехів нафтопереробного заводу та відносно стабільні прибутки спонукали громаду обох Млинок (адміністративно підпорядковувалися модрицькій сільській раді (1920—1939 р.) зорганізувати «Комітет з будови каплиці в Млинках». Утворився комітет десь у 1932 р., адже вже 16 листопада 1932 р. комітет заплатив 80 зл. дрогобицькому будівничому Володмиру Барану за укладання плану кошторису та пробного організаційного плану побудови каплиці. Насправді в юридичній документації Комітет назвав проект храму під назвою каплиця. Це було зроблено з двох причин: по-перше каплиця рахувалася малою архітектурною спорудою, відтак унійна громада отримала змогу сплачувати менший податок державі; по-друге шовіністична адміністрація директора заводу Пйонтровського все ж таки менше уваги звертала на життя греко-католиків на сусідніх Млинках при умові наявності каплиці, а не великої церкви. Кошти почали збирати до спільної каси. Дзвін для дзвіниці певний час переховувався на подвір'ї у Сенівих, у парафіновому покритті, накритий балією, як говорилося «щоб поляки не поцупили». Зауважимо, що у міжвоєнну добу на Млинках існувала певна національна недовіра через нещодавню українсько-польську війну 1919—1920 рр.
До наших днів збереглася докладна касова книга «Комітету будови Каплиці в Млинках» 1934—1938 рр., яку громада укладала разом із усіма чеками та квитами в одному журналі. Так, 14 травня 1934 р. дрогобицький нотаріус Іґнацій Жакі засвідчив акт дарування землі під будову каплиці в Млинках Шкільникових. У 1934 р. комітет почав по-волі формувати власний бюджет, домовлятися про впорядкування ґрунту для забудови, а для ведення рахунків у 1937 р. було зареєстровано власну печатку.
Під проводом Теодора Сеніва, Дмитра Шкільника і Івана Коцка Комітет звернувся до відомого в Галичині українського архітектора, дрогобичанина Лева Шелевича (нар.13.04.1883 Лежайськ–пом.8.09.1966 Чикаго) з проханням збудувати церкву. Архітектор погодився безкоштовно виготовити план і розпочати будівництво, щоправда громада мала оплатити лише матеріал. При цьому пан Л. Шелевич дав власних робітників. 10 жовтня 1934 р. Л. Шелевич уклав докладний опис проекту каплиці/церкви, де розкреслив усі необхідні деталі. 10 серпня 1937 р. генеральний план греко-католицької каплиці в Млинках був завершений і стверджений підписом архітектора Л. Шелевича. 25 квітня 1937 р. Комітет уклав угоду із мурувальною фірмою Василя Антоніва про оплату роботи за будівельні матеріали та робітників на загальну суму 1340 зл. Остаточно угоду було скріплено 29 серпня 1937 р.
В процесі побудови Комітет організовував доброчинні забави для парафіян з метою збору додаткових коштів. Урочиста парафіяльна забава відбулася 12 лютого 1938 р. з метою збору коштів на майбутню посвяту храму. Під час організації парафіяльного празника пожертви здійснювали хто як міг: грошима чи натуральними продуктами. На день парафіяльного свята — Св. Юрія у 1938 р. Комітет попросив о. Юліана (Слонського) з Модрич освятити нову каплицю/церкву. З найрізноманітніших спогадів та документів дізнаємося, що о. Юліан був людиною сильної волі та духу. В часі І Світової війни він брав активну участь у місіях УГКЦ безпосередньо на фронтах, зокрема у перемиському Фельдсуперіаті до 1920 р.
Станом на 1938 р. у метричній книзі парафії було вписано 235 мирян. Щоправда за непідтвердженими даними Романа Пастуха вже в 1939 р. в Млинках проживало близько 600 осіб (близько 90 хат).
Впродовж 26 грудня 1938 — 15 січня 1939 р. монтування віконних рам здійснював представник відомого на Дрогобиччині роду Віктор Коссак, який був неперевершеним майстром у справі слюсарства і мав власний верстат. З побудовою власного храму духовно-релігійний та культурний ритм Млинок серйозно змінився, адже церковний комітет разом із філією Товариства «Просвіта» постійно організовували в парафії найрізноманітніші свята та концерти. Особливо Шевченківські дні, вечорниці, Колядування, парафіяльні празники тощо. Для цього комітет заздалегідь друкував в Підкарпатській друкарні на Площі Св. Трійці приблизно по 500 запрошень. Так, під час Різдвяних свят у 1939 р. братство мирян ходило колядою не тільки по домівках парафіян Млинок Шкільникових та Сівкових, але й Модрич, пам'ятаючи тим самим тяглість давньої парафіяльної традиції. Тоді на млинківську церкву громада заколядувала 109 злотих 20 грош.
Після завершення II світової війни комітет було закрито разом із парафією. Про долю о. Юліана (Слонського) поки що не вдалося віднайти однозначних документальних свідчень Оскільки парохів із таким прізвищем було чимало по завершенню війни. Так, один із його однофамільців емігрував за кордон і довгий час виконував місії УГКЦ, яко парох в костелі сестер Уршулянок при таборі Гельбрун в м. Лєксенфельд. У 1972 р. цей же парох згадується у Філадельфії, як один із постійних жертводавців пресового органу газети «Свобода». Однак на нашу думку о. Юліан скоріш за все був вивезений на Схід, і у 1958 р. помер у Казахстані. До слова частина млинківчан була вивезена саме в Казахстан.
В часі репресій частина парафіян перейшло у підпілля, яке особливо активізувалося із поверненням млинківчан із Сибіру. Окрема таємна станиця УГКЦ певний час (на кінці 60-х рр.) резидувала в будинку родини Сенівих по вул. Матросова тепер Олени Теліги. Збереглося фото, щоправда не підписано хто з отців присутній. Серйозне візію у плані збереження унійної традиції в підпіллі Млинківської парафії виконувала світлої пам'яті Євгенія Сенів, яка приїхавши із Сибіру разом із чоловіком брала активну участь у таємних зустрічах у Стебнику, Млинках і т. д. Більшість млинківчан зберегли віру предків і зуміли передати унійну обрядовість наступним поколінням вірних. Зрештою навіть у 70-х-80-х рр. таємне вінчання молодих пар та хрещення дітей ніколи не припинялося у більшості млинківських сімей.
Українська національна громада була представлена такими давніми родами, як Шкільник Сенів, Веселий, Проц (Процик), Мінчак, Коцко, Крайчик, Наум҆'як, Лех та ін.
Подібно до українців польська національна громада організувала власне культурно-релегійне життя, відокремлене інших національних громад особливою замкнутістю та прив'язаністю до інтелігенції прилеглої рафінерії «Галичина». Римо-католицька каплиця (костьол) будувалася біля р. Тисмениці фактично паралельно із українською каплицею в останні роки перед початком II Свіотової війни завдячуючи серйозній підтримці та патронату дирекції рафінерії. Внутрішні розписи та вівтар (oltarz-tabernakulum) виготовив відомий дрогобицький художник та сницар, працівник рафнерії Фелікс Ляхович. Вівтар містив різьблені фігури Діви Марії з дитям, а по обох боках фігури Св. Францішка та Св. Станіслава. Загалам архітектурна форма каплиці є прикладом міжвоєнного стилю функціоналізму та простоти. Інколи її відносять до стилю необароко. На жаль навіть польські дослідники констатують про відсутність докладної інформації про душпастирську діяльність цієї парафії. До 1941 р. Млинківська парафія належала до юрисдикції дрогобицького костьолу, тому офіційним урядником вважався о. Казимир Сваровський, який був репресований в часи першої радянської окупації. Також відомо, що у 1939 р. 1946 рр. неофіційний нагляд за парафією здійснював о. Станіслав Банась.
В міжвоєнну добу в околицях Млинок Шкільникових завжди траплялися найрізноманітніші детективні історії зумовлені кримінальним світом «Нафтової каліфорнії». Врешті давня «австрійська дорога» кінця XVIII ст., яка проила через Млинки Шкільникові гору Тептюж і далі вела до Борислава завжди була ласою територією для місцевих криміналітетів. Тут пролягав торговельний та бізнесовий шлях зокрема із рафінерії «Галичина». Саме цією дорогою щодня ходили сотні заробітчан нафтової справи, їздили торговельні фіакри та місцева еліта, які часто ставали жертвами розбійних нападів. Більше того гора Тептюж принамні від другої половини XIX ст. була вдалим місцем для переховування злодіїв, про що нераз згадували журналісти у дрогобицькій пресі. Наприклад, у 1932 р. дрогобицька поліція організувала масштабну операцію-облогу грізного злочинця Ліневича, який переховувався у селі Млинки Шкільникові. Поліція озброїла групу працівників у спеціальне спорядження «панцерники», позаяк злочинець мав статус безжалісного убивці. Під час операції Ліневич переховувався у будинку С. Скітерлого. ПІд час оточення будинку злочинець здійснив три пстріли з револьвера, погасив лампу і вискочив через вікно. Полісмени, які були на варті по периметру будинку почали стріляти з двухствольних карабінів, важко поранивши Ліневича у чоло та праве рамено. Один із полісменів також був поранений у паху, але завдяки бронижелету зостався живий. Подія серйозно зворушила нетільки населення Дрогобича, але й усієї Польщі.
В польській історіографії та краєзнавстві часто зустрічаємо свідчення про участь дрогобичан та млинківчан у звірствах по відношенню до різних національних громад зокрема українців та євреїв у часі німецької окупації Дрогобиччини. Так, польський краєзнавець Християн Сокіл досі розшукує інформацію про Дзюника Яворського, який, мовляв, у віці 17 років вступив до лав української поліції і співпрацював з ГЕСТАПО. У 1941 р. Дз. Яворський брав активну участь у мордуванні цивільного населення, зокрема дітей української та єврейської національних громад. У 1946 р. сліди його перебування відомі у Камянці Забковецькому, згодом в Лондках. Щоправда в інформації яку подає польський краєзнавець немає жодних покликів на джерела, при цьому на початку репліки хронологію звірств автор чомусь датує 1940 р., коли німецької адміністрації ще не було.
До наших днів збереглися цікаві спогади одного із представників польської національної громади ‒ Мар'яна Дині, який народився 1922 р. і до 1945 р. мешкав в Млинок Шкільникових (у 2007 р. мешкав у Новій Солі). Спогади були написані на прохання Болеслава Ґарбачика, який прагнув більше дізнатися про свої корені. М. Диня уклав докладний список прізвищ мешканців Млинок Шкільникових відповідно до національних громад. Відповідно до серед польських родин тут проживали родини «Chomieniec, Drabik, Dynia, Garbacilc, Gaweł, Gąsiorek, Gierula, Klimczak, Leśniak, Łysak, Marynowski, Papierski, Płachta, Popiel, Proć, Rodziński, Ryba, Sawiński, Siarkiewicz, Słodyczek, Sondeł, Stasina, Świder, Tłuczek, Weis (mieszana polsko-niemiecka), Zajda, Zgoda». Серед українських родин автор називає прізвища «Боднар, Черепушинські, Чукла, Геврик, Ясеницький, Кісила, Коцко, Михайловський, Наумʼяк, Олейцик, Паньків, Савка, Сенів, Смола, Стецик, Сидорик, Шашкевич, Шкільник, Веселий». Були й німецькі родини: «Боґуш, Шмідт та Унтершутц». В Млинках проживала родина чехів Гинеків, а також три родини євреїв — Карп, Надель та Шмілко. Серед польських родин найдавнішою була родина пана Пляхта, представники якої здавна працювали на рафінерії «Галичина» у парафіновому цеху. Родина проживала у одній із найгарніших млинківських вілл по центральній вулиці.
Під час німецької окупації упродовж 1941—1944 рр. в будинку родини авлів функціонував зв'язковий пункт Армії Крайової, яким керував Броніслава Ґавел. Млинківчанка серйозно допомагала навіть польським воякам з Борислава. Також вона мала зв'язок із Софією Ґарчинською з вул. Бориславської, яка теж належала до підпілля АК Жешовської станиці, адже її чоловік Валентин працював саме там.

### Єврейська національна громада
Значно менше інформації нам вдалося віднайти про діяльність єврейської національної громади Млинок Шкільникових та Сівкових. Щоправда вдалося з'ясувати, що одною із найдавніших родин, яка тут проживала були Тілемани. Деякі генеалогічні відомості вдалося віднайти зокрема про Осіаса Тілемана, який народився в Млинках Шкільникових 13 березня 1913 р., а в часі 1939—1941 рр. воював у польській армії проти німців.
З різних джерел довідуємося, що мешканці Млинок Шкільникових та Сівкових серйозно долучилися до рятування євреїв Дрогобича та околиць у власних будинках під час Голокосту 1941—1942 рр. Наприклад, Кароль Климчак разом із своєю дружиною переховували в Млинках Шкільникових в спеціальній кімнаті переобладнаній під склад сіна і соломи представників єврейських родин Й. Ґроссмана, Л. Фассмана, Штембаха, Димка, Вайс, Дример та ін. Конспірація здійснювалася за допомоги млинківчанина Петра Стецика, який був братом дружини Климчака та сусідом поляка Яна Савінського. Такі спільні зусилля свідчать про добрі спільні взаємини між усіма національними громадами. Загалом Я. Савінський та П. Стецик переховували 54 євреї. Також до справи долучилися Софія Савінська та Бартоломей Стецик житель Млинок Шкільникових (народився у 1910 р. в Бориславі).
Меморіал цивільним жертвам тоталітарних режимів на горі Тептюж біля Млинок Шкільникових.
Вершина та лісистий масив гори Тептюж у часі Другої світової війни були місцем для частих розстрілів «не благодійних» громадян Дрогобиччини. Місце скоєння вбивства цивільного населення знаходиться на вершині гори Тептюж на місці колишнього нафтового шибу, який діяв у міжвоєнний період. Гора межує з різними населеними пунктами: на півночі –Млинками (Шкільникові та Сівникові), на північному заході — с. Дережичі, на південному сході — с. Модричі, на південному заході — с. Губичі. З півдня г. Тептюж оточує р. Вишниця, а з заходу — р. Тисмениця. Сучасна офіційна назва гори в офіційній документації позначається, як Кіптяж, що є помилково і побутує виключно на планах та картосхемах лісових угідь Дрогобицького лісництва, позначаючи таким чином квадрат № 38, який сьогодні знаходиться у підпорядкуванні Трускавецького лісгоспу. Зазначимо, що ці картосхеми укладались у 50-х рр. XX ст., тоді, ймовірно, працівниками лісгоспу була допущена банальна помилка в написанні географічної назви «Тептюж», яку записали, як «Кіптяж», і яку автоматично на поч. 90-х рр. XX ст. перенесли, без необхідних уточнень, в картосхему сучасного районування Дрогобицького лісництва. Сьогодні земельна територія Тептюжа належить юридичному підпорядкуванню Модрицької сільської ради. Гора вперше описується Іваном Франком у творі «Boa constrictor». На північно-західному схилі Тептюжа знаходиться відоме середньовічне оборонне городище домонгольського періоду XI ‒ XII ст.
У 2013 р. парох млинківської парафії Св. Юрія Побідоносця о. Євстахій (Ладика) звернувся з проханням про організацію ексгумаційних робіт на меморіальному комплексі 1941 р. Роботи виконувалися у серпні 2013 р. згідно «Програми вшанування пам'яті жертв війни та політичних репресій» Львівської обласної ради: в околиці с. Модричі на прохання о. Євстахія Ладики та кандидата історичних Лазорака Богдана (ДДПУ ім. І. Франка).
До моменту проведення пошуково-дослідницьких робіт у 2013 році в літературі висувалися різні версії стосовно кількості жертв. Так, член Дрогобицького обласного Проводу ОУН Адольф Гладилович, який у 1941 р. виконував обов'язки референта зв'язків з адміністрацією мав можливість особисто обстежити наслідки злочинів сил НКВС в околицях Дрогобича. За його даними на горі Тептюж під час відступу радянської армії у кінці червня 1941 р. було розстріляно 19 чоловіків. Розшукуючи свого батька, А. Гладилович мав надію побачити його серед загиблих, відтак докладно описав побачене: «Кілька днів пізніше в лісі на горі Тептюжі, куди веде дорога з Дрогобича до Тустанович, діти збирали ягоди. Під однією дитиною запалася земля. В ямі, що була ледве прикрита землею, були розстріляні — дев'ятнадцять чоловіків. Я зараз пішов туди. Розстріляні, між ними один у вишиваній сорочці, лежали вже рядом, а люди приходили й розпізнавали. Розпізнавати не було легко, бо обличчя були здеформовані від пострілів. Я пильно приглядався до кожного обличчя, але батька між розстріляними не було». Від себе зазначу, що моя бабця Павліна Возна, колишній остарбайтер та учасник греко-католицького підпілля в Дрогобичі будучи молодою дівчиною теж ходила у липні 1941 р. впізнавати загиблих на Тептюж, розповідаючи, що серед них було й двоє військових. Нещодавно поет Роман Пастух, послуговуючись усними свідченнями старожилів помилково констатував, що на горі було замордовано 24 жертв.
Таке ж число жертв згадується у невеликій замітці під назвою «Шана тлінним останкам героїв», опублікованій в газеті «Вільне слово» за 27 липня 1941 р. У ній, зокрема, говориться: «Дня 23 липня 1941 р. в 3 годині пополудні відбулись похорони 24 ново відкритих жертв озвірілого московсько-жидівського садизму, що їх знайдено в дрогобицькому лісі Тептюжі. Хоча цього дня природа немов оплакувала ці невинні жертви, сіючи дрібним дощем — сльозами, українське громадянство взяло масову участь, щоб віддати належну шану тлінним останкам героїв. Після похоронних церемоній один з-поміж священиків виголосив зворушливу промову та висловив якнайширшу подяку представникам Німецької Армії за визволення з-під енкаведівського терору. Мішаний хор відспівав панахиду та декілька революційних пісень. Цікаво, що двох польських священиків не захотіли за лишитись до кінця і при перших словах пісні „Не пора, не пора“ покинули похорони».
У 1989 р. на місці поховання було відновлено символічну могилу та встановлено залізний хрест із написом «Вічна пам'ять жертвам сталінського терору» (фото 1-2). Із здобуттям Незалежності України історична пам'ять про жертв сталінських репресій на Тептюжі відродилася, що спостерігалося частими щорічними організаціями панахид, упорядкуванням могили та околиці. На початку 90-х рр. минулого століття могилу було засаджено калиною.
У 90-х рр. XX ст. дрогобичанка пані Воробець з вулиці Стрийської, а також пані Поппель дали свідчення Петрові Сов҆яку в яких також підтвердили масові звірства НКВД над українцями на горі Тептюж. Жителька Млинок Шкільникових Євгенія Весела (з Сидоренків) розповіла свою історію. Як виявилося її батько брав участь у обмиванні та захороненні убитих на горі Тептюж, за що його згодом вивезли у Сибір радянські «освободители». Щоправда свідчення іншої млинківчанки Мирослави Сенів серйозно відрізняються від усталеної в історичній пам'яті версії. Інформатор вперше зазначила, що насправді на горі Тептюж було розстріляно не українців, а євреїв.

Уже під час проведення пошукових досліджень у серпні 2013 року з'явилася інформація, що поховані на Тептюжі можуть бути євреями, розстріляними німцями у липні 1941 р. Зокрема у щоденнику командира айнзатцкоманди та Фелікса Ландау говориться: 
|  | Дрогобич. 12 липня 1941 року. О шостій ранку мене розбудили: «Необхідно виконати вирок!..» Ну що ж, прекрасно, я знову буду катом, а потім і могильником, чому б і ні?.. Двадцять три людини повинні бути страчені, серед них дві жінки... Ми повинні були знайти підходяще місце для розстрілу та поховання. Декілька хвилин, і воно було знайдено. Засуджені – з лопатами, повинні самі викопати собі могили. Двоє беззвучно плакали. Інші проявляли неймовірну мужність. Я наказав швидше копати, щоб не думали... Дивно, я абсолютно спокійний. Ніякої жалості, нічого. Цінні речі, годинник і гроші – все в одну купу... Ці дві жінки повинні були стати на крайку рову і бути розстріляні першими. Вони йшли й оберталися. Шестеро з нас повинні стріляти. Ми розподілили роботу таким чином – троє повинні були потрапити в голову, троє в серце. Я цілив у серце. Постріли були точні, і мізки вилітали в повітря. Три кулі в череп – надто багато, майже зносять голову. Майже усі впали без звуку, тільки двоє довго мучилися. Пістолетний постріл нічого не коштує, але це не наша невдача, ми стріляємо разом. Остання група повинна засипати убитих у рові, потім настає й її черга, і вони падають у рів. Втомлений, без задніх ніг, повернувся додому ... |

Відтак серйозні підстави має версія, що знайдені тіла помилково були прийняті за жертв репресій НКВС поховані 23 липня 1941 р. за участю священиків. Оскільки церква Млинок Шкільникових була дочірньою парафією Модричі службу відправив о. Юліан Слонський (одночасно із Модричами та Млинками правив у Сільці), який був парохом до 1944 р.
У 1989 р. на місці поховання було відновлено символічну могилу та встановлено залізний хрест із написом «Вічна пам'ять жертвам сталінського терору». Із здобуттям Незалежності України історична пам'ять про жертв сталінських репресій на Тептюжі відродилася, що спостерігалося частими щорічними організаціями панахид, упорядкуванням могили та околиці. На початку 90-х рр. минулого століття могилу було засаджено калиною. Свого часу поховання впорядковували співробітники музею «Дрогобиччина» на чолі із Марією Головкевич. Пізніше пам'ятку відновлював також Ігор Чиж, який сьогодні працює оператором ТОВ «Алсет Плюс».
Відповідальну християнську візію за доглядом над могилою понад 20 років сумлінно здійснював парафіяльний священик о. Володимир (Маців), який служив на парафії Св. Юра у Млинках Шкільникових впродовж 1991—2012 рр. Щоправда варто зауважити, що в останні кілка років мерія міста Дрогобича та влада району, керманичі культури та численні політичні діячі, зовсім не реагували на прохання млинківчан зупинити масовий вивіз сміття на гору Тептюж, де якраз навпроти пам'ятної могили було влаштовано сміттєзвалище. Цей безнадійний факт пасивності привернув увагу журналістів інформаційного агентства «ZIK», за словами яких «ліс завалено мішками побутових відходів: склотарою, пластиковими пляшками та будівельними відходами». Таке знущання припинилося допоки студенти історичного факультету ДДПУ ім. І. Франка власноруч не взялися за прибирання території у травні 2012 р.
Дослідження розпочалися 21 серпня і тривали до 28 серпня 2013 р. Перший етап розкопок полягав у розкритті території поховання за допомогою екскаватора. Після зняття насипу було встановлено, що периметр поховальної ями був обкладений кількома рядами цегли. Її розміри та фактура говорить, що ці дії були зроблені ще в липні 1941 р., коли здійснювалося поховання жертв розстрілу. Під час пошукових досліджень в околиці с. Модричі, на вершині г. Тептюж, виявлено місце поховання жертв репресій в кількості 23 особи. Вони лежали в дерев'яних трунах і згідно виявленого матеріалу були цивільним населенням. Згідно наявної інформації вони могли бути або українцями — жертвами органів НКВС, або євреями, розстріляними німецькою айнзатцкомандою у 1941 р. На жаль поганий стан збереження останків, відсутність ідентифікаційного супровідного матеріалу, а також суперечливість свідчень не дозволяє з впевненістю віднести їх до одних, чи других. Ексгумація не проводилася, а могила була відновлена у своєму первісному вигляді.
Особисті речі представлені лише кількома предметами. Зокрема, біля останків № 9 виявлено дві радянські монети номіналом 10 коп. 1939 р. карбування; ост. 12 — пластмасовий гребінь чорного кольору з клеймом «Austria» з одного боку і «Durabit Garantie» — з другого та залишки шкіряного гаманця з відтиснутим на ньому написом «Składy drzewa i parkietów f-my inż. J. Liliental. Kraków tel. 140-8…»; ост. № 14 — дуже знищені 5 копійок невстановленого року карбування; ост. № 18 — 2 однокронові словацькі монети 1940 та 1941 рр. і дві польські монети номіналом 2 злоті 1934 років випуску; ост. 19 — невеликий, погано збережений, ґудзик або значок з незрозумілим орнаментом чи зображенням.
Таким чином наявний супровідний матеріал дозволяє стверджувати, що поховані на вершині г. Тептюж люди були цивільними мешканцями, які загинули в результаті насильницької смерті. На жаль, визначити кого саме вони представляють — українців — жертв політичних репресій НКВС чи євреїв — жертв голокосту, на даний момент сказати важко. Через це було прийнято рішення ексгумацію не проводити, а могилу відновити у своєму первісному вигляді.

## Проблеми мікрорайону
У мікрорайоні Млинки набільшою проблемою є водопостачання. У 2012—2013 рр. за правління Радзієвського і Коростельова і мікрорайон провели воду, яку подають людям за допомогою колонок часів Відбудови. Вода хороша, але її мало, і до неї треба ходити. В народі воду прозвали «Коростельовка».